# Philodromus partitus
Philodromus partitus este o specie de păianjeni din genul Philodromus, familia Philodromidae, descrisă de Lessert, 1919. Conform Catalogue of Life specia Philodromus partitus nu are subspecii cunoscute.